# Слобода (Івано-Франківський район)
Слобода́ — село Бурштинської міської громади Івано-Франківського району Івано-Франківської області. Населення становить 479 осіб. 
До 1956 року село називалось Стасева Воля (пол. Stasiowa Wola).

## Історія
У 1939 році в селі проживало 750 мешканців (530 українців, 30 поляків, 180 латинників, 10 євреїв).
Під час облави НКВС було спалено сусіднє село Курів на світанку 24 серпня 1944 року й жорстоко вбито 45 жителів Курова і п'ять зі Слободи.

## Сучасність
11 жовтня 2015 року освячено відновлений храм св. Івана Богослова.